# 乳香

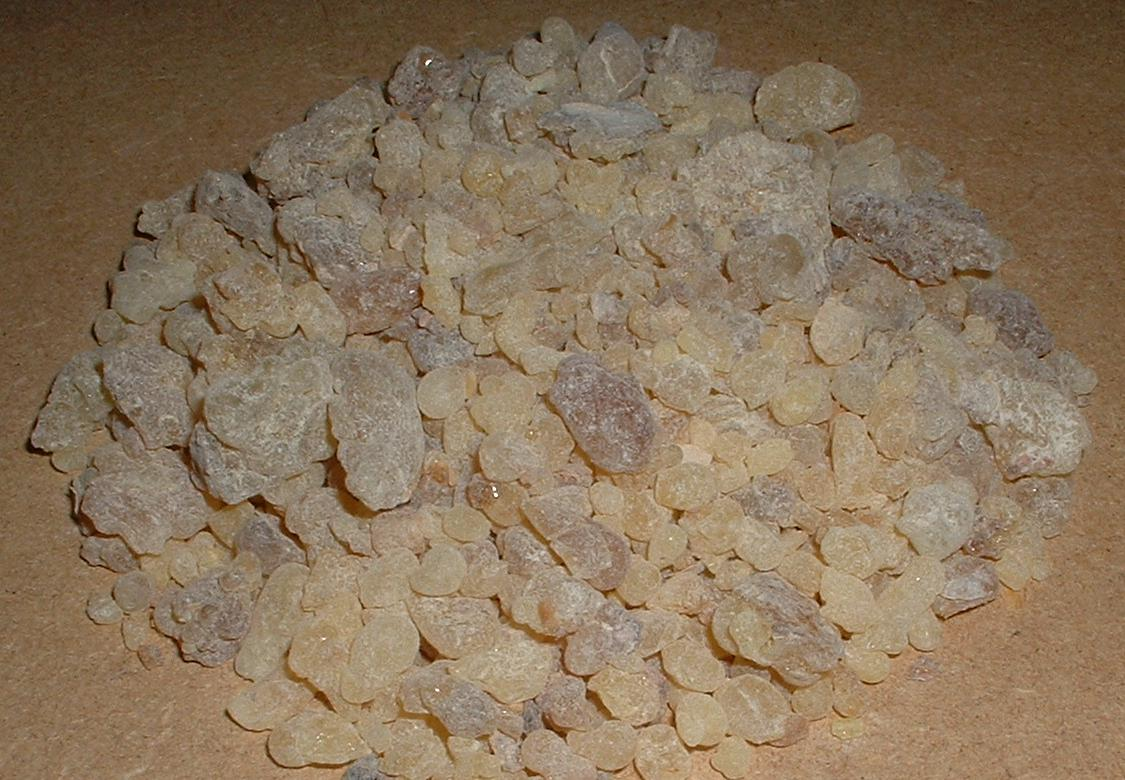
100克的乳香

乳香（英語：frankincense）是一種由乳香屬植物產出的含有揮發油的香味樹脂，主要由乳香树（产于阿曼佐法尔、也门、索马里）、波叶乳香树（产于索马里）、齿叶乳香树（产于印度）、纸皮乳香树（产于苏丹、埃塞俄比亚等地）生产。其采集方法是在乳香树皮上割开伤口，流出乳状汁液，接触空气后变硬，成为颜色或白、或绿、或黄、或红的半透明凝块。

## 名稱
乳香的英文名源自古法語，意思是“上等熏香”。該說法現在還在許多歐洲語言中使用。
乳香在中國汉朝至唐朝的文獻中叫做薰毒、薰力、薰陸（熏陸）、薰陸香（熏陸香）。這些名稱可能譯自梵語名君杜嚕（कुन्दुरु）或波斯語、阿拉伯語名捆都而（کندر）。南朝梁時便有用香爐焚燒薰陸的記載。唐宋开始改称乳香或乳頭香，得名於其樹脂垂滴如乳。
其他別名包括馬尾香、天澤香、摩勒香、多伽羅香、杜嚕香等。
阿曼生產之世界上最上乘——也是最昂貴的乳香，古埃及稱這種乳香為「上帝之汗」。

## 歷史
乳香在西方的宗教場合很常用。古埃及和古罗马的祭司曾大量使用乳香在神庙中制造异香缭绕的神秘气氛。古埃及遺留下來的記載中就記載了古埃及女法老哈特謝普蘇特曾經親自帶領貿易商團前往龐特（今地理位置不明，可能是索馬里）和龐特女皇，阿提女皇進行乳香貿易，並使用來製作化妝品。據說羅馬皇帝尼祿在皇后波培娅·萨宾娜的喪禮上燒掉了足够供应羅馬城一年份的乳香。乳香也是犹太教圣殿中所燃的香料之一，旧约全书前五卷中经常提到乳香。根據圣经《马太福音》第二章第11節記載，來自東方的賢士帶了黃金、乳香和沒藥去伯利恒朝圣，将其奉獻給降诞于人间的耶穌。現今天主教的重要彌撒中仍常用到乳香。
由於基督教的发展，令乳香在埃及和欧洲的市場在4世纪之后逐渐缩小，以及6世纪也门马里卜大坝崩溃之后阿拉伯半岛上出现荒漠化的现象，被称为“无人地带”的鲁卜哈利沙漠中的众多绿洲消失，使得商旅馬車更難以越過。再加上近东的帕提亚帝国境内游牧民族对商旅的抢夺，使得也门经阿曼至近东的“乳香之路”在兴盛了300年后出现衰落的趋势。但此后仍通过红海向拜占廷、中国出口大量的乳香。公元11世纪，阿曼开辟了至中国广州、泉州的“海上丝绸之路”，又称之为“海上乳香之路”，每年向中国出口数十吨以至上百吨乳香。北宋初年，泉州陳洪進遣使於乾德元年（963年）十二月，“貢白金千兩，乳香、茶藥皆萬計。”真宗朝，皇帝尊崇道教，對乳香的消費大增，“道場科醮無虚日，永晝達夕，寶香不絶……襲慶奉祀，日賜供乳香一百二十斤”。宋徽宗崇寧年間，“神霄宫事起，土木之工尤盛。群道士無賴，官吏無敢少忤其意，月須幣帛、珠砂、紙筆、沉香、乳香之類，不可數計，隨欲隨給。”
失落的古城鄔巴爾在現在的阿曼，位于「香料之路」上，被認為是以前乳香交易的中心。鄔巴爾在1990年代初期被重新發現，現在正在作考古挖掘中。

## 用途
古代將乳香用于宗教祭典，也當作熏香料（制造熏香、精油的原料）使用。也是中藥的一種外科和内科药材，用于止痛、化瘀、活血，乳香“性温，療耳聾、中風、口噤、婦人血風。能發酒治風，冷止大腸，泄僻療諸瘡癤，令内消。”。趙汝適在《諸蕃志》卷下《乳香》載：“乳香，一名薫陸香，出大食之麻啰拔、施曷、奴發三國深山窮谷中。其樹大概類榕，以斧斫株，脂溢於外，結而成香，聚而爲塊”。在西方的文獻紀載中，乳香用做消炎、殺菌、鎮定，促進細胞再生，現代也逐漸有人使用一滴乳香精油塗抹臉部，抗皺。
可抗發炎、抗關節炎、抗黴菌和抗細菌。局部使用於疼痛的緩解上，可降低膽固醇、保護肝臟。對於關節炎、痛風、下背痛、肌炎以及纖維肌痛症有益。幫助修復因發炎所造成的血管傷害。在傳統上可以使用來治療肥胖、腹瀉、肺部疾病、錢癬以及癤。
除了作為燃燒的薰香料以外，乳香也經常作為精油和香水的製作素材。